# Massimo Camisasca
Massimo Camisasca (né à Milan, le 3 novembre 1946) est un évêque catholique et homme de lettres. Il est évêque du diocèse de Reggio d'Émilie-Guastalla, du 29 septembre 2012 au 10 janvier 2022. Sa devise est Opus justitiæ pax.

## Biographie
Massimo Camisasca naît à Milan d'Ennio Camisasca et de son épouse Mariangela, née Tufigno. il a un frère jumeau, Franco, aujourd'hui auteur de textes littéraires pour les écoles.

### Formation et ministère sacerdotal
Il passe ses premières années à Leggiuno, non loin du lac Majeur, puis la famille déménage à Milan en 1953. Il fait partie dans sa jeunesse de l'Action catholique. Il est élève au lycée classique Berchet de Milan où il rencontre à l'âge de quatorze ans un professeur d'enseignement catholique, l'abbé Luigi Giussani, qui va le marquer. En effet, celui-ci, théologien et philosophe, est le fondateur du mouvement Communion et Libération. Massimo Camisasca est responsable au sein du mouvement de la jeunesse étudiante (Gioventù Studentesca), puis du mouvement Communion et Libération. De 1970 à 1972, il dirige la jeunesse de l'Action catholique de Milan. Il poursuit ses études de philosophie à l'université catholique de Milan. Il entre ensuite au séminaire de la communauté missionnaire du Paradis de Bergame. Il est ordonné prêtre le 4 novembre 1975 par Mgr Clemente Gaddi, pour le diocèse de Bergame et s'installe à Rome en 1978 pour s'occuper des relations entre le mouvement Communion et Libération et le Saint-Siège.
À partir de 1981, il anime une émission à la radio intitulée Parole di vita (« Paroles de vie ») ce qui en fait une figure connue de la radio italienne. Il fonde le 14 septembre 1985 la fraternité sacerdotale des missionnaires de Saint Charles Borromée après avoir été marqué par le discours de saint Jean-Paul II prononcé en 1984 pour le trentenaire de Communion et Libération.
L'abbé Camisasca est également enseignant de philosophie dans différents lycées, à l'université catholique de Milan et à l'université pontificale du Latran à Rome. De 1993 à 1996, il est vice-président de l'Institut pontifical Jean-Paul II qui s'occupe des questions matrimoniales et familiales et dont le siège est à Rome. Il est aussi chapelain de l'AC Milan, pendant les quatre ans de la gestion technique d'Arrigo Sacchi. Il est nommé chapelain de Sa Sainteté en décembre 1990, puis en octobre 1996, prélat d'honneur de Sa Sainteté, ce qui lui donne le titre de monseigneur.

### Ministère épiscopal
Le pape Benoît XVI nomme Massimo Camisasca évêque, le 29 septembre 2012, du diocèse de Reggio d'Émilie-Guastalla; succédant à Mgr Caprioli, démissionnaire pour raison d'âge. Il reçoit l'ordination épiscopale le 7 décembre 2012 en la basilique Saint-Jean de Latran, des mains du cardinal Caffara. Mgr Camisasca prend possession de son diocèse le 16 décembre 2012, en la cathédrale de Reggio d'Émilie. Il donne sa démission à la tête de la fraternité sacerdotale des missionnaires de Saint Charles Borromée.
Mgr Camisasca se rend à Rome en visite ad limina, le 4 février 2013. Au printemps 2013, des associations LGBT l'accusent d'homophobie pour s'être opposé au principe des unions civiles entre personnes du même sexe. Le 28  novembre 2013, le conseil communal de Guastalla lui confère le titre de citoyen d'honneur.
Il a publié deux lettres pastorales, Il dono del diaconato permanente (« Le don du diaconat permanent »), en 2014, et en 2016 Vieni e vedrai (« Venez et voyez »), sur le thème de la vocation. Il consacre son diocèse au cœur immaculé de Marie, le 13 mai 2017. Il a ordonné quarante diacres permanents et neuf prêtres entre 2012 et 2016 et un évêque (Mgr Daniele Gianotti, évêque de Crema) en 2017.
Il est depuis 2016 commandeur (avec plaque) de l'Ordre équestre du Saint-Sépulcre de Jérusalem.

## Succession apostolique
Massimo Camisasca a ordonné les évêques suivants :
- Évêque Daniele Gianotti (it) (2017)

## Œuvres
Mgr Camisasca est l'auteur de plus d'une cinquantaine d'ouvrages, dont l'histoire en trois volumes de Communion et Libération (traduite en espagnol). Certains de ses ouvrages ont été traduits en anglais et en espagnol. L'on peut distinguer :
- Compagnia di ventura. Il volto di una fraternità sacerdotale, Rubbettino Editore, 1997 (traduit en anglais en 2005 sous le titre de  Together on the Road: A Vision of Lived Communion for the Church and the Priesthood)
- Persona et famiglia. Riflessioni, Jaka Book, 1998
- Comunione e Liberazione. Le origini (1954-1968), Edizioni San Paolo, 2001 (traduction en espagnol : Comunión y Liberación: Los Orígenes, 1954-1968, Encuentro, 2002.  (ISBN 84-7490-659-8 et 978-84-7490-659-2))
- Comunione e Liberazione. La ripresa (1969-1976), Edizioni San Paolo, 2003
- La sfida della paternità. Riflessioni sul sacerdozio, Edizioni San Paolo, 2003 (traduction en anglais : The Challenge of Fatherhood, Human Adventure Books, 2009.  (ISBN 0-9823561-3-7 et 978-0-9823561-3-5); traduction en espagnol : El desafío de la paternidad: reflexiones sobre el sacerdocio, Encuentro, 2005.  (ISBN 84-7490-132-4 et 978-84-7490-132-0)
- Comunione e Liberazione. Il riconoscimento (1976-1984). Appendice 1985-2005, Edizioni San Paolo, 2006 (traduction en espagnol : Comunion Y Liberacion: El Reconocimiento 1976-1984. Apendice 1985-2005, Encuentro, 2007.  (ISBN 84-7490-867-1 et 978-84-7490-867-1)
- Il vento di Dio. Storia di una Fraternità, Piemme, 2007.  (ISBN 88-384-7733-7 et 978-88-384-7733-1)
- Il nuovo Occidente. Lettere ai missionari, Edizioni San Paolo, 2008
- Padre ci saranno ancora sacerdoti nel futuro della Chiesa?, San Paolo Edizioni, 2010 (traduction en espagnol : Padre : ¿seguirá habiendo sacerdotes en la iglesia del futuro?, Encuentro, 2010.  (ISBN 84-9920-038-9 et 978-84-9920-038-5)
- Amare ancora. Genitori e figli nel mondo di oggi e di domani, Edizioni Messaggero Padova, 2011
- Il nostro volto. La vita della Fraternità san Carlo, San Paolo Edizioni, 2016
- La Straniera. Meditazioni sulla Chiesa, San Paolo Edizioni, 2017